# Not Fakin' It
Not Fakin' It è il secondo album di Michael Monroe, uscito nel 1989 per PolyGram.

## Tracce
1. Dead, Jail or Rock'N'Roll (Michael Monroe, Little Steven, Nasty Suicide) 4:33
2. While You Were Looking At Me (Little Steven) 4:04
3. She's No Angel (Ronnie Thomas) 3:54 (Heavy Metal Kids Cover) (testi aggiunti da Michael Monroe e Stiv Bators)
4. All Night With The Lights On (Michael Monroe, Phil Grande, Danny Lewis) 3:54
5. Not Fakin't It (McCafferty, Charlton, Agnew, Sweet) 3:53 (Nazareth Cover)
6. Shakedown (Michael Monroe, Phil Grande) 3:14
7. Man With No Eyes (Michael Monroe, Phil Grande) 3:59
8. Love Is Thicker Than Blood (Michael Monroe, Martin Briley) 4:16
9. Smoke Screen (Michael Monroe, Little Steven, Nasty Suicide) 4:05
10. Thrill Me (Michael Monroe, Phil Grande) 	3:25

## Formazione
- Michael Monroe - voce, sassofono, armonica
- Nasty Suicide - chitarra ritmica
- Phil Grande - chitarra solista e ritmica
- John Regan - basso nelle tracce 1, 2, 3
- Anton Fig - batteria nelle tracce 1, 2,3, 9
- Tommy Price - batteria nelle tracce 4, 8, 10
- Kenny Aaronsson - basso nelle tracce 4, 10
- Sue Hadjapuolos - percussioni
- Jimmy Gripp - chitarra addizionale
- Mark Rivera - sassofono nella traccia 3
- Ed Roynesdal - tastiere, piano

### Altre apparizioni
- Little Steven (Steven Van Zandt) - voce secondaria
- Suha Gur - voce secondaria
- Dave Hansen - voce secondaria
- Stephen Innocenzi - voce secondaria
- Brian Sperber - voce secondaria
- Holly Vincent - voce secondaria
- Kim Lesley - voce secondaria
- Nicole Hart - voce secondaria
- Gennaro &  The Monroettes - voce secondaria